# Zoey Holloway
Zoey Holloway, eigentlich Tina Marie Thurston (* 27. November 1966 in Los Angeles, Kalifornien), ist eine US-amerikanische Pornodarstellerin und Autorin.

## Leben und Karriere
Zoey Holloway wurde in ihrer Kindheit von zwei Stiefvätern sexuell missbraucht, wuchs im staatlichen kalifornischen Pflegeheimsystem auf und wurde im Alter von 19 Jahren schwanger.
Bevor Holloway in die Pornoindustrie einstieg, hatte sie verschiedene Jobs; so beispielsweise als Buchhalterin im Einzelhandel. Außerdem tanzte sie drei Jahre lang in Nachtclubs in San Francisco, Kalifornien und Las Vegas, Nevada.
Holloway trat erstmals im Februar 2009 in Hardcorefilmen auf. Sie wird oft in MILF- und Cougar-Rollen besetzt und trat zudem als Bondage- und Fetischmodel auf Websites mit BDSM-Themen auf.
Holloway war zweimal verheiratet und ist zweifache Mutter. Sie veröffentlichte 2019 als Tina Thurston ein Kinderbuch und einen Gedichtband.

## Filmografie (Auswahl)
- 2009: Mothers Teaching Daughters How to Suck Cock 3
- 2009: Wanna Fuck My Daughter Gotta Fuck Me First 6
- 2009: Seasoned Players 11: Salt and Pepper
- 2009: My First Sex Teacher 17
- 2009: MILFs Lovin' MILFs 3
- 2009: MILF and Honey 12
- 2009: It's Okay! She's My Mother in Law 2
- 2009: Cheating Wives Tales 13
- 2010: I Wanna Cum Inside Your Mom 22
- 2010: Your Mom Tossed My Salad 4
- 2010: Lesbian Beauties 5: Mature Women
- 2010: Lesbian Babysitters 2
- 2010: Girls Kissing Girls 6
- 2011: Seduced By a Cougar 17
- 2011: Kittens & Cougars 4
- 2011: White Mommas 3
- 2011: Babysitter Diaries 4
- 2012: My Friend’s Hot Mom 34
- 2012–2013: Please Make Me Lesbian! 7, 10
- 2012: Mom's Cuckold 9
- 2013–2015: The Creepers Family: 2, 4, 6
- 2013: Homecoming
- 2013: Lesbian Tutors
- 2013: Women Seeking Women 100
- 2014: Mother-Daughter Exchange Club 32
- 2016: Lesbian Seductions 53
- 2017: Seduced by Mommy 14
- 2017: I Want My Mommy

## Auszeichnungen (Auswahl)
Ausgezeichnet
- 2012: AVN Award – Beste lesbische Szene (Best All-Girl Group Sex Scene) – Cherry 2 mit Diamond Foxx, Brooklyn Lee und Missy Martinez

Nominiert
- 2011: AVN Award – Beste lesbische Szene (Best All-Girl Group Sex Scene) – An Orgy of Exes mit Briana Blair, Misti Dawn, Lily Cade, India Summer, Cadence St. John und Jamey Janes
- 2012: AVN Award – Beste lesbische Szene (Best All-Girl Group Sex Scene) – Rezervoir Doggs mit Tara Lynn Foxx und Amber Rayne
- 2013: AVN Award – Beste lesbische Szene (Best All-Girl Group Sex Scene) – Please Make Me Lesbian! 7 mit Prinzzess, Lily Carter und Bree Daniels